# Energie 360°
Die Energie 360 Grad AG mit Sitz in Zürich ist ein Schweizer Energie- und E-Mobilitätsunternehmen. Das Unternehmen ist schweizweit tätig, beschäftigt über 400 Mitarbeitende und betreibt ein 1'210 Kilometer langes Gasleitungsnetz. Im Geschäftsjahr 2024 erreichte Energie 360 Grad schweizweit einen Energieabsatz von 6614 GWh und erwirtschaftete einen Umsatz von 730,0 Millionen Schweizer Franken. Der Anteil der erneuerbaren Energie am Direktabsatz von Energie 360 Grad (inkl. Beteiligungen) betrug 2024 27,0 %.

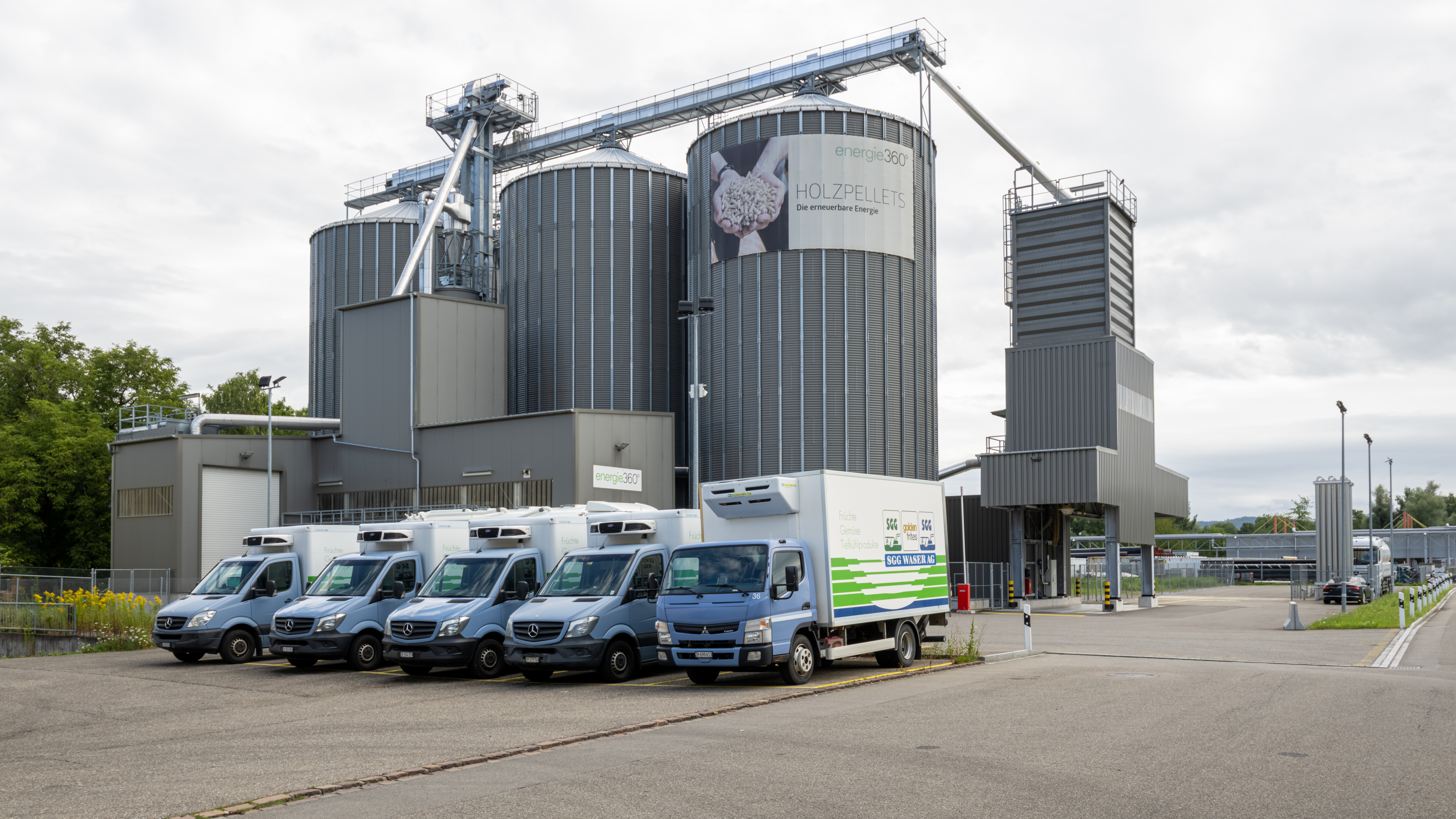
Holzpelletslager Schlieren von Energie 360°

## Geschichte
Energie 360 Grad hat ihren Ursprung bei der Gasversorgung Zürich. Diese war als städtischer Betrieb Teil der Stadtverwaltung. Im November 1997 stimmten die Stadtzürcher für die Ausgliederung der Gasversorgung Zürich in eine Aktiengesellschaft. Von 1998 bis 2014 war diese Aktiengesellschaft unter dem Namen Erdgas Zürich AG tätig. Per 24. April 2014 erfolgte die Namensänderung zu Energie 360° AG. Hauptaktionärin ist mit einem Anteil von rund 96 Prozent die Stadt Zürich. Die restlichen rund 4 Prozent verteilen sich auf 22 politische Gemeinden. Ihre Produkte und Dienstleistungen bündelt Energie 360 Grad heute in den vier Geschäftsbereichen Energie, Lösungen, Netz und Mobilität. Im jüngsten Geschäftsbereich Mobilität, gegründet im Herbst 2018, realisiert Energie 360 Grad Ladelösungen für Elektrofahrzeuge bei Immobilien, Unternehmen sowie an öffentlichen Standorten.

## Unternehmen

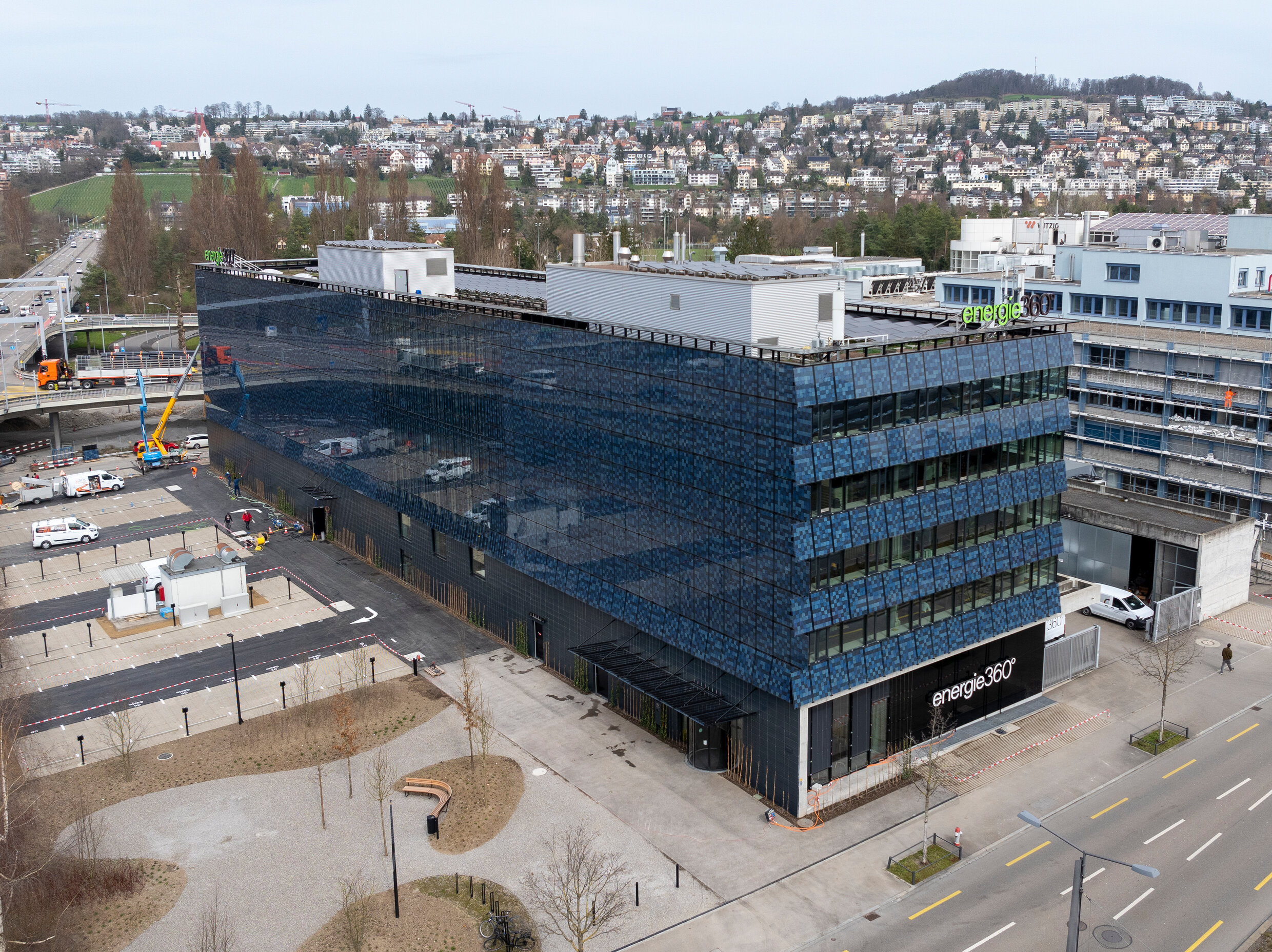
Hauptsitz von Energie 360° mit 1600 Photovoltaik-Modulen (März 2025)

Energie 360 Grad ist an verschiedenen Unternehmen beteiligt: Mit einem Anteil von 56 Prozent hält sie die Aktienmehrheit an der Erdgas Zürich Transport AG, in die sie im Oktober 2006 das Transportnetz ausgegliedert hatte. Mit einem Anteil von 66 Prozent ist das Unternehmen auch Mehrheitsaktionärin der Erdgas Ostschweiz AG, über die sie ihren Bedarf an Erdgas/Biogas bezieht. Im Besitz von Energie 360 Grad ist unter anderem auch die Smart Energy Link AG (SEL), die intelligente Steuerungen für Eigenverbrauchsgemeinschaften entwickelt. Im Bereich Elektromobilität ist das Unternehmen als führende Mobilitätsgruppe an der Swisscharge.ch AG und der GOFAST AG beteiligt. Zudem investiert Energie 360 Grad über den Smart Energy Innovationsfonds in Start-ups. Das Unternehmen plant, innert 20 Jahren das gesamte Gasverteilnetz in den direktversorgten Gemeinden stillzulegen. Die Nutzung von Abwärme aus Rechenzentren oder Kehrichtheizkraftwerken, Seewassernutzung wie auch die Erzeugung von Biogas und der Vertrieb von Holzpellets stehen im Mittelpunkt dieser Energiepolitik. Zur Realisierung eines Holzheizkraftwerks in Frauenfeld gründete Energie 360 Grad, zusammen mit der Schweizer Zucker AG, die Bioenergie Frauenfeld AG. Das Werk, welches neben Wärme und Strom auch Pflanzenkohle produziert, eröffnete 2022.

## Hauptsitz
Von März 2023 bis März 2025 baute Energie 360° ihren Hauptsitz in Zürich-Altstetten um und setzte ihn instand. Im Fokus standen die Gebäudetechnik, eine zeitgemässe Arbeitsumgebung und die Aufwertung des Aussenbereichs durch Begrünung. Die rund 1600 Photovoltaikmodule an den Fassaden und auf dem Dach erzeugen etwa 325 MWh pro Jahr. Einen zweiten Firmensitz unterhält Energie 360° in Lausanne.